# Kontrafunk
Kontrafunk ist ein deutschsprachiger Internet-Radiosender mit Sitz in Steckborn in der Schweiz. Er wurde 2022 durch den Journalisten Burkhard Müller-Ullrich gegründet und gehört zu den rechtskonservativen Alternativmedien.

## Geschichte
2022 gründete Müller-Ullrich die Kontrafunk Aktiengesellschaft, um im gleichnamigen Internetradio ein Hörfunkprogramm zu entwickeln. Nach eigenen Angaben sammelte er 1,2 Millionen Euro Startkapital. Die Gesamtsumme verteile sich auf 36 Investoren. Der Sitz des Radios ist im schweizerischen Cham.
In seiner „Eröffnungsanprache“ sprach Müller-Ullrich von „hochmögenden Afterjournalisten“ und von angeblichen Tatsachen wie der, „dass die Erzählung von der drohenden Klimakatastrophe äußerst zweifelhaft“ sei.
Kontrafunk sendet seit Sommer 2024 in der Ostschweiz über DAB+.

## Mitarbeiter
Laut Müller-Ullrich (2022) bestand das Team zu Anfang aus 20 Redakteuren; etwa ein Drittel der Mitarbeiter kamen vom öffentlich-rechtlichen Rundfunk, ein Drittel vom russischen Propagandasender RT DE und ein Drittel aus anderen Bereichen.
Jasmin Kosubek leitete als Gastmoderatorin fast zwei Dutzend Sendungen. Weitere Mitarbeiter sind/waren Volker-Andreas Thieme (ehemaliger Deutschlandfunk-Moderator), der Schweizer Kabarettist Andreas Thiel, Aron Morhoff, Ilona Pfeffer, Frank Wahlig und Achim Winter.

## Rezeption
Empfohlen wurde Kontrafunk von dem AfD-Politiker Björn Höcke sowie  Hans-Georg Maaßen. Auch Tichys Einblick und die Junge Freiheit warben dafür.
Für Übermedien nannte der freie Journalist Andrej Reisin Anfang Juli 2022 bei Kontrafunk manches „holprig“ oder „unfreiwillige Komik“, jedoch „weniger amüsant (…) [sei] die fortschreitende Anti-Impf-Rhetorik im Sinne der ‚Querdenker‘ und anderer Gegner:innen der Corona-Politik“; er entdeckte „zum Teil handfeste Desinformation“ und befand am Ende, der Kontrafunk wirke „zum großen Teil wie ein Altherren-Radio für eine abtretende Generation Konservativer, auch wenn man sich um einige junge Stimmen bemüh(e)“. Allerdings erscheine fraglich, „dass der Neuen Rechten hier ein reichweitenstarkes Medium zuwächst“, so sein Fazit.
Annika Schnabel  kritisierte Mitte Juli 2022 im  Volksverpetzer „rechtes Framing“.
Im Februar 2024 griff die Taz  in einem Text zur rechtsextremistischen österreichischen Politik-Website AUF1 den Kontrafunk als dessen Pendant im Radio auf, „der den Sound der AfD“ abbilde; Burkhard Müller-Ullrich habe die Anfang 2024 stattfindenden Proteste gegen Rechtsextremismus als „kulturelle(n) Bürgerkrieg zwischen Ja-Sagern und Widerständigen“ und die Demonstranten als „Fußtruppen der Herrschenden“ bezeichnet. Kurz darauf nannte Michael Borgers im Deutschlandfunk den Kontrafunk als prominentes Beispiel für rechtskonservative Alternativmedien.
Der Politikwissenschaftler Markus Linden befand, dass man bei Kontrafunk hinsichtlich des russischen Überfalls auf die Ukraine sich „distinguiert“ gebe, man lasse jedoch „Interviewpartner wie den Schweizer Publizisten Jacques Baud unkommentiert denselben Unsinn“ verbreiten, was Linden zuvor „das Bestreiten des Offensichtlichen“ nannte.

## Trivia
Ein Radiosender namens Kontrafunk spielt auch eine Rolle im autofiktionalen Roman Armageddon aus dem Jahr 2023. Sein Autor Matthias Matussek arbeitet mit seiner eigenen Sendung Matussek! fast seit Sendestart im Sommer 2022 regelmäßig für den realen Kontrafunk.